# Владиславув (Отвоцький повіт)
Владиславув (пол. Władysławów) — село в Польщі, у гміні Карчев Отвоцького повіту Мазовецького воєводства.
У 1975-1998 роках село належало до Варшавського воєводства.